# 大萨科内
大萨科内（法語：Le Grand-Saconnex，法語發音：[lə ɡʁɑ̃ sakɔnɛ]）是瑞士日内瓦州的一个市，南与日内瓦市相接，西北与法国安省交界。
截至2009年底，大萨科内共有居民10981人。

## 外部連結
- （法文）大萨科内官方网站（页面存档备份，存于）